# Macrolobium
Macrolobium  es un género de plantas leguminosas en la subfamilia de las Caesalpinioideae.

## Especies
- Macrolobium acaciifolium (Benth.) Benth.
- Macrolobium acrothamnos Cowan
- Macrolobium amplexans
- Macrolobium angustifolium (Benth.) Cowan
- Macrolobium anomalum Cowan
- Macrolobium archeri Cowan
- Macrolobium arenarium Ducke
- Macrolobium bifolium (Aubl.) Pers.
- Macrolobium brevense Ducke
- Macrolobium campestre Huber
- Macrolobium canaliculatum Benth.
- Macrolobium cataractarum Cowan
- Macrolobium colombianum (Britton & Killip) Uribe
- Macrolobium conjunctum Cowan
- Macrolobium costaricense W.C.Burger
- Macrolobium crassifolium A.Chev. – Validez dudosa
- Macrolobium defloccatum Cowan
- Macrolobium discolor Benth.
- Macrolobium dressleri Cowan
- Macrolobium duckeanum Cowan
- Macrolobium evenulosum Cowan
- Macrolobium exfoliatum Cowan
- Macrolobium extensum Cowan
- Macrolobium flexuosum Benth.
- Macrolobium floridum H.Karst.
- Macrolobium foldatsii Cowan
- Macrolobium froesii Cowan
- Macrolobium furcatum Ducke
- Macrolobium gracile Benth.
- Macrolobium guianense (Aubl.) Pulle
- Macrolobium hartshornii Cowan
- Macrolobium herrerae Zarucchi
- Macrolobium huberianum Ducke
- Macrolobium ischnocalyx Harms
- Macrolobium jenmanii (Gleason) Sandwith
- Macrolobium klugii Cowan
- Macrolobium latifolium Vogel
- Macrolobium limbatum Benth.
- Macrolobium longeracemosum Amshoff
- Macrolobium longipedicellatum Ducke
- Macrolobium longipes Cowan
- Macrolobium machaerioides Killip & J.F.Macbr.
- Macrolobium microcalyx Ducke
- Macrolobium modicopetalum Schery
- Macrolobium molle (Benth.) Cowan
- Macrolobium montanum Ducke
- Macrolobium multijugum (DC.) Benth.
- Macrolobium obtusum Pittier
- Macrolobium palustre Ducke
- Macrolobium parvifolium (Huber) Cowan
- Macrolobium pendulum Vogel
- Macrolobium pittieri
- Macrolobium punctatum Benth.
- Macrolobium retusum Huber
- Macrolobium rigidum Cowan
- Macrolobium rubrum Cowan
- Macrolobium savannarum Cowan
- Macrolobium schinifolium Cowan
- Macrolobium spectabile Cowan
- Macrolobium stenocladum Harms
- Macrolobium stenopetalum
- Macrolobium stenosiphon Harms
- Macrolobium steyermarkii Cowan
- Macrolobium suaveolens Benth.
- Macrolobium taxifolium Benth.
- Macrolobium taylorii
- Macrolobium trinitense Urb.
- Macrolobium unifoliolatum Cowan
- Macrolobium urupaense Hoehne
- Macrolobium venulosum Benth.
- Macrolobium wurdackii Cowan